# Khynova vila
Khynova vila je funkcionalistická vila v Mělníce, v Macharově ulici čp. 249.

## Historie
Stavební parcelu zakoupili v roce 1925 manželé Špinkovi s dcerou Marií provdanou za Josefa Khyna. Ten se stal v roce 1927 investorem stavby vily ve stylu funkcionalismu. Jednalo se o jednu z prvních staveb tohoto stylu v Mělníce. V roce 1930 přešlo vlastnictví vily na manželku Marii Khynovou. Po roce 1939 byl dům jako židovský majetek vyvlastněn a sloužil k ubytování německých úředníků a gestapa. Po skončení 2. světové války byl dočasně osídlen, ale jen do roku 1948, kdy byl rekonstruován na dětské jesle, které pak v objektu fungovaly až do 80. let 20. století. Po roce 1989 vila chátrala, v roce 1993 pak začaly probíhat rekonstrukce pod vedením nového vlastníka, který je majitelem vily dosud (2023).
Od roku 1958 je vila kulturní památkou. Původně byly součástí památkové ochrany i zbytky původního pilířového cihlového oplocení na jihovýchodní straně zahrady, ochrana však zanikla v roce 2008, kdy byl plot nahrazen kamennou replikou.

## Architektura
Autorem architektonického návrhu byl Adolf Liebscher ml., který měl tou dobou v Mělníce již několik jiných realizací. Vila je patrová a je umístěna uprostřed zahrady. Fasády mají hladkou světlou omítku a jsou členěny pouze okny, zpravila čtvercovými, eventuálně balkony. Střecha je plochá a je na ní umístěna terasa. Zajímavým prvkem exteriéru je půlválcový rizalit sahající přes obě podlaží, který je k domu připojen na severovýchodní straně.
Architektonický návrh byl zřejmě inspirován pražskou Müllerovou vilou.